# Feri Novak
Feri Novak (Franc, roj. Novák Ferenc), slovenski arhitekt in urbanist, * 16. oktober 1906, Murska Sobota, † 18. december 1959, Sračinec pri Varaždinu.

## Življenje in delo
Rodil se je na Ogrskem očetu zidarju Jožefu in materi Sidoniji (rojena Vida). Po končanem študiju na dunajski likovni akademiji  (1933) se je 1938 izpopolnjeval v Parizu ter nadaljeval študij na Visoki tehniški šoli na Dunaju. V letih 1934−1938 je delal na soboški občini, po koncu vojne na Okrajnem ljudskem odboru Murska Sobota, od 1950 pri Slovenija projektu v Mariboru, v letih 1954−59 pa je bil direktor Projektivnega biroja Maribor.
Novak je eden najpomembnejših predstavnikov funkcionalistične arhitekture in urbanizma na Slovenskem; uveljavil pa se je tudi na področju oblikovanja notranje opreme ter javnih in nagrobnih spomenikov. Največ je delal v Murski Soboti, kjer je prve stavbe zasnoval še kot študent. Arhitekturo v Murski Soboti je Novak oblikoval v skladu z urbanističnim načrtom (1932-34), s katerim je zasnoval bodoči razvoj mesta, tako da je določil njegov obseg in višinske gabarite, obvezne cone in prostor za glavni trg, ob katerem je uredil drevored (1937) ter z njim poudaril os soboškega parka. Urbanistično zasnovo je razvijal tudi po 2. sv. vojni, ko je določil središča novih sosesk, prometnice in obvoznico, uredil glavni trg in glavno ulico.

## Dela v Murski Soboti
- Vila Keršovan - 1931

- Vila Vučak - 1932

- Vila Koltaj - 1933

- Dozidava hiše Samec - 1933

- Kopališče in ureditev kompleksa Fazanerija - 1934-35

- Delavski dom - 1933-36

- Hiša Šerbec - 1938

- Ureditev mestnega trga, Trg zmage - 1939

- Osnovna šola I - 1940-43

- Vila Kous - 1950

- Mrliška vežica - 1950

- Kino Park - 1951

- Stanovanjski blok, Židovski blok - 1957

- Bančna upravna stavba - 1958

- Dom pomurskih lovcev - 1959

- Upravna stavba zavarovalnice - 1959

- Stanovanjski blok, Bobi blok - 1959

- Stanovanjski bloki, Ulica Štefana Kovača, Murska Sobota - 1956-62

- Stanovanjski blok, Ulica arhitekta Novaka - 1965